# Nechung-Kloster
| Tibetische Bezeichnung                     |
| ------------------------------------------ |
| Tibetische Schrift: གནས་ཆུང་དགོན།            |
| Wylie-Transliteration: gnas chung dgon     |
| Aussprache in IPA: [nɛtɕʰuŋ kø̃]            |
| Offizielle Transkription der VRCh: Naiqung |
| THDL-Transkription: Nechung                |
| Andere Schreibweisen: Nätschung, Nächung   |
| Chinesische Bezeichnung                    |
| Traditionell: 乃瓊寺                       |
| Vereinfacht: 乃琼寺                        |
| Pinyin:Nǎiqióng Sì                         |

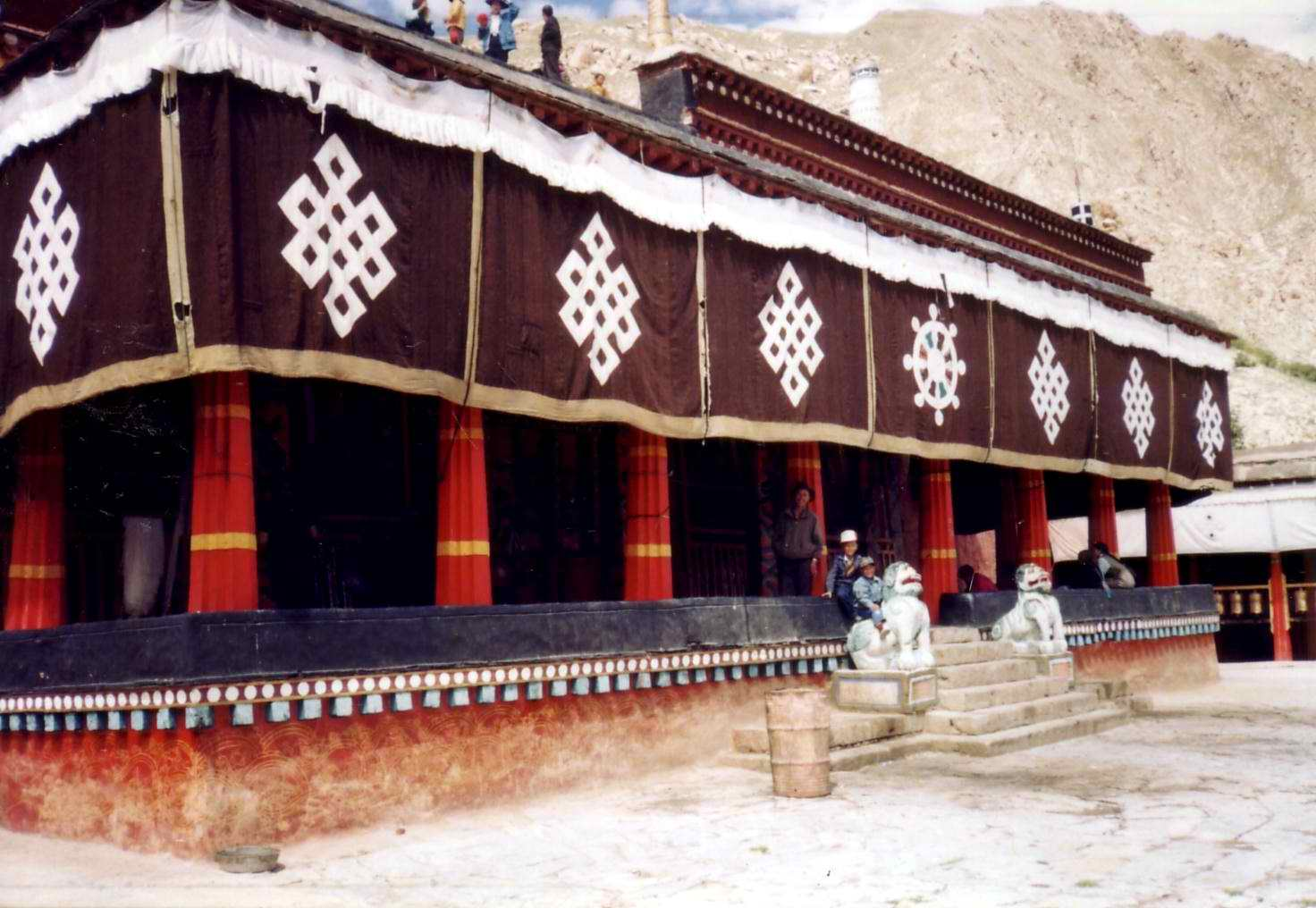
Nechung-Kloster (1993)

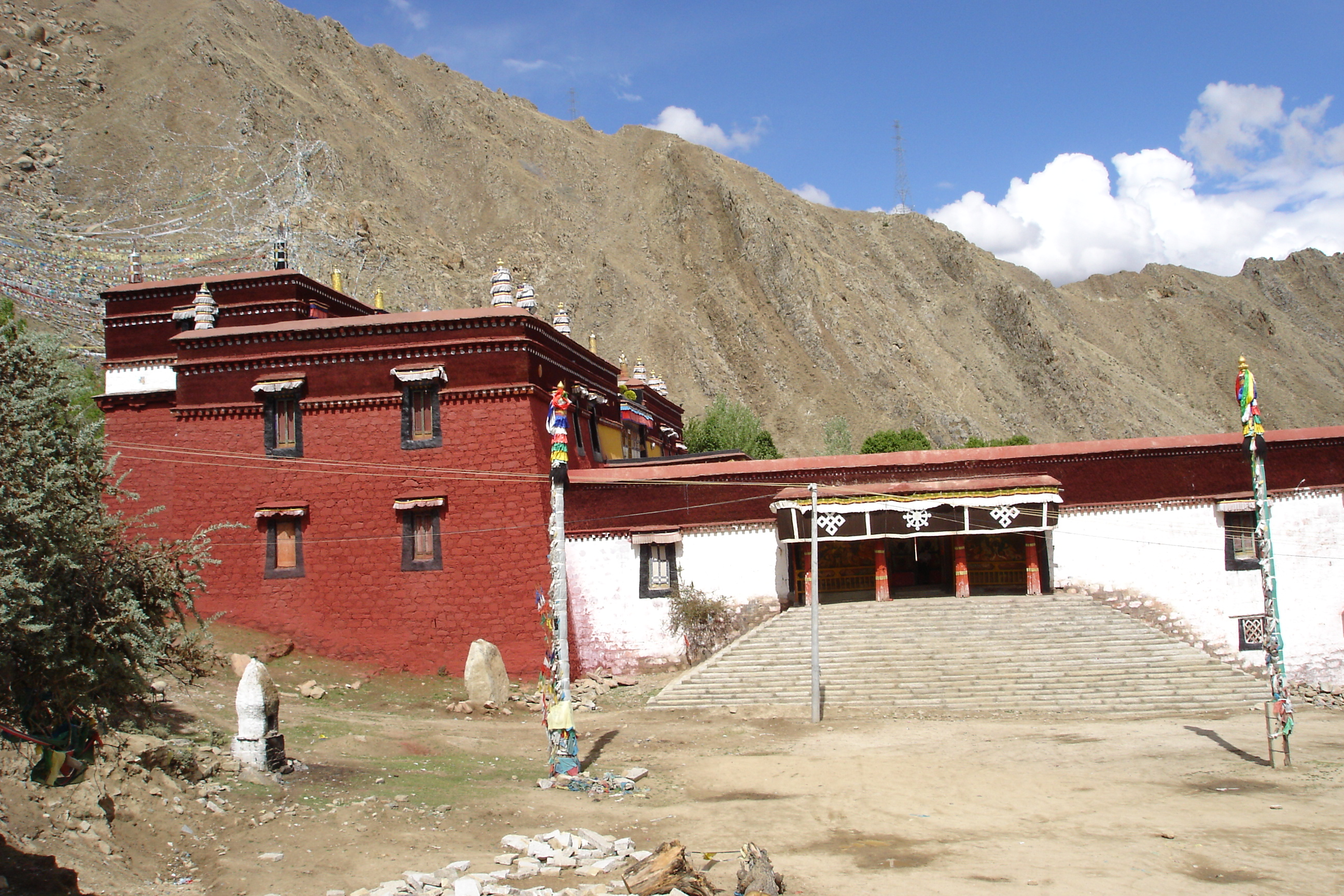
Eingang (Mai 2006)

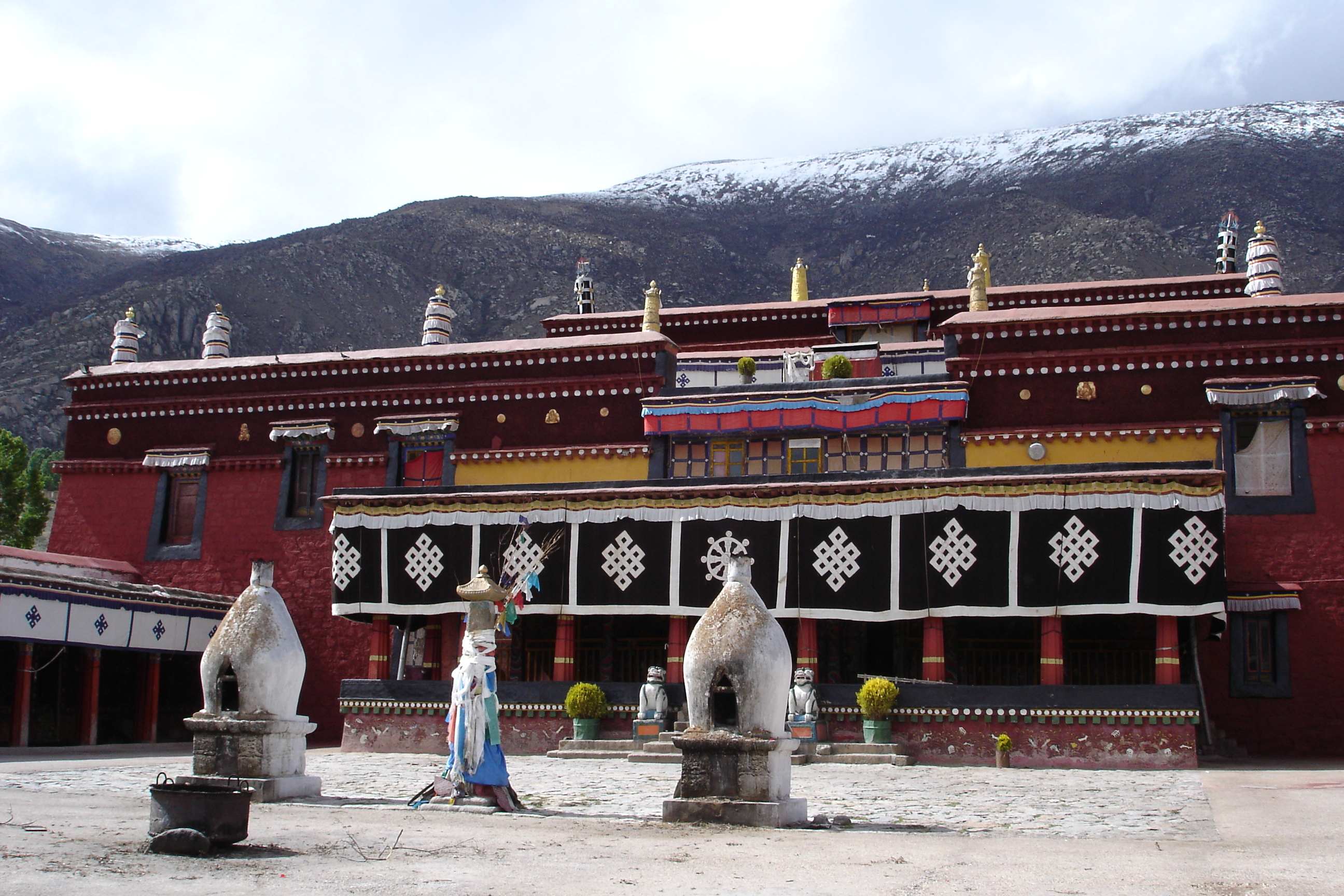
Innenhof (Mai 2006)

Das Nechung-Kloster ist ein buddhistisches Kloster der Gelug-Schule auf dem Gebiet von Lhasa im Autonomen Gebiet Tibet der Volksrepublik China. Das Kloster liegt in der Nähe des Drepung-Klosters. Es war bis 1959 die Stätte des Nechung-Orakels, das vom Dalai Lama in wichtigen Angelegenheiten konsultiert wird. Dieses „Staatsorakel“ befand sich zunächst im Kloster Samye und wurde im 17. Jahrhundert zur Zeit des V. Dalai Lama nach Lhasa verlegt. Heute residiert das Orakel im neuen Nechung-Kloster in Dharamsala.

## Gründungsmythos
Eine Orakelgottheit soll in dieser Gegend auf Wanderschaft gewesen sein und wurde, nachdem es ein Medium in Besitz genommen haben soll, von der Frau des Mediums in eine Kiste gesperrt und in dieser Kiste auf dem Fluss Lhasa He ausgesetzt.
Lama Cogpa Jangchub Pälden, der sich in der Nähe des späteren Klosters Drepung aufhielt, soll daraufhin eine Vision gehabt haben und sandte einen seiner Schüler aus, die Kiste zu bergen.
Der Schüler fand die Kiste und transportierte sie auf seinen Schultern, bis sie ihm so schwer wurde, dass er sie absetzen musste. Aus Neugierde soll er die Kiste geöffnet haben, woraufhin eine weiße Taube aus der Kiste flog und sich auf eine Birke setzte. Lama Cogpa soll daraufhin gesagt haben:

„Der Dharmapala ist groß, doch der Ort [tib. ne] ist klein [tib. chung]!“

So benannte Lama Cogpa jenen Ort und ließ dort dann angeblich das Kloster errichten.